# Mount Essinger
Mount Essinger är ett berg i Antarktis. Det ligger i Östantarktis. Nya Zeeland gör anspråk på området. Toppen på Mount Essinger är 1 905 meter över havet, eller 317 meter över den omgivande terrängen. Bredden vid basen är 1,8 km.
Terrängen runt Mount Essinger är bergig söderut, men norrut är den kuperad. Trakten är obefolkad. Det finns inga samhällen i närheten.